# Якоб Гендрік Вант-Гофф
Якоб Гендрік Вант-Гофф (нід. Jacobus Henricus (Henry) van 't Hoff; 30 серпня 1852 року, Роттердам, Нідерланди — 1 березня 1911 року, Берлін) — голландський фізик і хімік, лавреат Нобелівської премії з хімії 1901 року «на знак визнання величезної важливості відкриття законів хімічної динаміки і осмотичного тиску в розчинах».

## Біографія
Народився 30 серпня в Роттердамі, в сім'ї лікаря, третім з семи дітей. Вже в початковій школі вчителі помітили в ньому любов до музики й поезії. Надалі він проявив чудові здібності до точних природничих наук. Після закінчення в 1869 році міської середньої школи він вступив до Політехнічної школи в Делфті.
1871 року закінчив Політехнічну школу в Делфті і без вступних екзаменів був прийнятий до Лейденського університету. Пізніше в цьому університеті він витримав кандидатський екзамен. Проте в Лейдені йому не сподобалося і він поїхав в Бонн до знаменитого хіміка Кекуле. Після відкриття молодим вченим пропіонової кислоти Кекуле порадив своєму учню поїхати в Париж до професора Вюрца, спеціаліста з органічного синтезу.
У грудні 1874 року Вант-Гофф захистив докторську дисертацію в університеті Утрехті, а в 1876 році почав викладацьку діяльність в місцевій ветеринарній школі.
Став членом Геттінгенської академії наук.
Восени 1874 року опублікував в Утрехті невелику роботу з назвою: «Пропозиція застосовувати в просторі сучасні структурні хімічні формули разом з примітками про відношенні між оптичною обертальною здатністю і хімічною конституцією органічних сполук». В 1875 році видана нова стаття Вант-Гоффа «Хімія в просторі», в якій він висловив теорію тетраедричного атома Карбону.

## Наукова діяльність
Вант-Гофф є одним з засновників стереохімії. У 1874 році він сформулював її основні положення одночасно з Жозефом Ле Белем і незалежно від нього. Створив модель тетраедричного атома Карбону, пояснив геометричну цис-транс-ізомерію олефінових сполук. Передбачив ізомерію алленів. вивів одне з основних рівнянь термодинаміки (Рівняння Вант-Гоффа), а також рівняння ізотерми. Сформулював основні постулати хімічної кінетики. Заклав основи класичної теорії розчинів і твердих розчинів. Вивів закон осмотичного тиску та Закон Вант-Гоффа і Курнакова.